# 柊裕一
柊 裕一（ひいらぎ ゆういち）は、日本の漫画家。埼玉県在住。男性。
主にスクウェア・エニックスの漫画雑誌で活動。

## 作品リスト

### 連載
- 今日の魔王様（『月刊ガンガンJOKER』2009年7月号[1] - 2010年4月号） - 同名の読み切りの連載化作品。
- ゾンビッチはビッチに含まれますか?（『月刊ガンガンJOKER』2012年1月号 - 2014年8月号） - 同名の読み切りの連載化作品。
- ありそうでNASA荘（『ヤングマガジンサード』2014年Vol.1[2] - 2017年Vol.4[3]）
- 賭ケグルイ妄（原作：河本ほむら、『マンガUP!』2017年2月21日[4] - 2020年5月19日）
- 履いてください、鷹峰さん（『月刊ガンガンJOKER』2019年2月号[5] - 連載中）

### 読み切り
- 今日の魔王様（『ガンガンONLINE』2008年12月25日、『月刊ガンガンWING』2009年5月号） - それぞれ『今日の魔王様』1巻と2巻に収録。第13回スクウェア・エニックスマンガ大賞入選作品。
- リバイブル（『月刊ガンガンJOKER』2010年5月号）
- バベルズ（『ガンガンONLINE』2010年9月2日）
- どうしてこうなった（『STAR DRIVER 輝きのタクト アンソロジー』2011年） - 『STAR DRIVER 輝きのタクト』のアンソロジー寄稿作品。
- ほうかご（『月刊ガンガンJOKER』2010年12月号）
- ゾンビッチはビッチに含まれますか？（『月刊ガンガンJOKER』2011年10月号[6]）
- 僕らはみんなやっている。（『週刊ヤングジャンプ』2021年29号）

### 書籍
- 『今日の魔王様』、スクウェア・エニックス〈ガンガンコミックスJOKER〉2009年 - 2010年、全2巻
- 『ゾンビッチはビッチに含まれますか?』、スクウェア・エニックス〈ガンガンコミックスJOKER〉2012年 - 2014年、全6巻
- 『ありそうでNASA荘』、講談社〈ヤングマガジンコミックス〉2015年 - 2017年、全4巻
  1. 2015年4月6日発売[7]、ISBN 978-4-06-382588-6
  2. 2015年11月6日発売[8]、ISBN 978-4-06-382680-7
  3. 2016年8月19日発売[9]、ISBN 978-4-06-382841-2
  4. 2017年7月20日発売[10]、ISBN 978-4-06-382984-6
- 『賭ケグルイ妄』、原作：河本ほむら、スクウェア・エニックス〈ガンガンコミックスJOKER〉2017年[11] - 2020年、全4巻
- 『履いてください、鷹峰さん』、スクウェア・エニックス〈ガンガンコミックスJOKER〉2019年[12] - 刊行中、既刊10巻（2025年3月現在）